# Gründerväter
Gründerväter sind Personen, die an der Gründung einer politischen Einrichtung oder an der Geburt der Idee einer neuen Einrichtung beteiligt sind. Gründerväter werden später oft in der Einrichtung in hohen Ehren gehalten.

## Begrifflichkeit
Die Begrifflichkeit Gründerväter (founding fathers) wurde durch den 29. US-Präsident Warren G. Harding geprägt, der diese unter anderem während seiner Antrittsrede am 4. März 1921 für die Gründerväter der Vereinigten Staaten verwendete und geht auf Judson C. Welliver, Hardings Redenschreiber, zurück.

## Beispiele

### Europäische Union
- Als Gründerväter der Europäischen Union werden bezeichnet: Konrad Adenauer, Joseph Bech, Léon Blum, Winston Churchill, René Courtin, Alcide De Gasperi, Alexandre Marc, Jean Monnet, Józef Retinger, Duncan Sandys, Robert Schuman, Paul-Henri Spaak und Altiero Spinelli.

### Deutschland
- Für Deutschland als Nationalstaat wird vor allem Reichskanzler Otto von Bismarck als Gründervater genannt, der die deutschen Einzelstaaten versöhnte und 1871 im Deutschen Kaiserreich einte.
- Als Gründerväter für die Bundesrepublik Deutschland werden Konrad Adenauer, Theodor Heuss, Kurt Schumacher und der Parlamentarische Rat genannt.
- Durch die friedliche Revolution 1989 und den folgenden Wiedervereinigungsprozess ist der Ausspruch Wir sind das Volk (bzw. Wir sind ein Volk) symbolisch geworden, der die Deutschen in ihrer Gesamtheit zu den „Gründervätern“ des modernen Deutschlands macht.

### Italien
- Giuseppe Garibaldi, Viktor Emanuel II., Camillo Benso Graf von Cavour und Giuseppe Mazzini wurden als Gründerväter des Risorgimento bezeichnet.

### Türkei
- Mustafa Kemal Atatürk gilt als der Gründer der modernen Türkei.

### Tunesien
- Habib Bourguiba wird als Gründervater Tunesiens bezeichnet.

### Vereinigte Staaten
- Gründerväter der Vereinigten Staaten nennt man die Erschaffer und frühen Entwickler der Vereinigten Staaten von Amerika, wie z. B. die Unterzeichner der Unabhängigkeitserklärung der Vereinigten Staaten und die Gestalter der US-Verfassung.

### Kanada
- Kanada hat seine Väter der Konföderation.

### Staaten Südamerikas
- Als Gründerväter der nördlichen Staaten Südamerikas von Venezuela, Kolumbien, Peru, Panama, Ecuador und Bolivien wurden: Simón Bolívar, José Antonio Páez, Rafael Urdaneta und Francisco de Paula Santander bezeichnet.